# Giffelde
Koordinaten: 51° 21′ 40″ N, 8° 43′ 3″ O
Giffelde ist eine Wüstung in der Gemarkung von Stormbruch in der nordhessischen Gemeinde Diemelsee. Der Ort wurde 1517 erstmals urkundlich erwähnt.

## Geographische Lage
Der Ort lag auf etwa 384 Meter über Normalhöhennull etwa 2 Kilometer nordwestlich von Stormbruch.

## Geschichte
Dietrich von Harhausen verkaufte 1517 dem Stormbrucher Hermann Schmidt seinen Hof in Stormbruch und den Zehnten von Giffelde für 80 rheinische Goldgulden mit Vorbehalt eines Rückkaufrechtes. Laut dem Landregister von 1537 hatten die Grafen von Waldeck Einkünfte aus einem Hof in Giffelde. 1573 wurde Johann Spratte mit seiner Ehefrau Rachel in Heringhausen mit dem gräflichen Hof zu Giffelde belehnt.